# إيج روني
إيج روني (بالنرويجية: Åge Rønning)‏‏ (4 أكتوبر 1925 في أوسلو - 31 يناير 1991 في أوسلو) صحفي، ومحرر، وروائي، وكاتب قصص قصيرة من النرويج.